# Djelloul Djelly
Djelloul Djelly (en arabe : جلول جلي) est un footballeur international algérien né le 3 novembre 1947 à Chlef. Il évoluait au poste d'arrière gauche.

## Biographie

### En club
Il évoluait en première division algérienne avec le club du MC Oran après avoir passé quelques années dans des divisions inférieur avec l'ASO Chlef, puis il revient finir sa carrière footballistique avec son club formateur.

### En équipe nationale
Il reçoit cinq sélections en équipe d'Algérie entre 1971 et 1973. Son premier match a eu lieu le 3 mars 1971 contre la France olympique (défaite 7-2). Son dernier match a eu lieu le 27 mai 1973 contre l'Ouganda (défaite 2-1).
Il participe aux Jeux africains de 1973 à Lagos avec l'Algérie.

## Palmarès
MC Oran
- Championnat d'Algérie (1) :
  - Champion : 1970-71.

- Coupe d'Algérie (1) :
  - Vainqueur : 1974-75.